# Іван Прилепчанський
Іван Антонов Прилепчанський (мак. Иван Антонов Прилепчански; 30 грудня 1905, Штип – 8 квітня 1985, Скоп'є) - македонський мікробіолог і партизан. Він є одним із засновників Македонського Червоного Хреста, Македонської медичної асоціації та Македонської профілактичної секції. 

## Біографія
Іван Прилепчанський народився в Штипі 30 грудня 1905 року. Закінчив медицину в Граці, Австрія в 1935 році і працював у Прилепі до 1940 року та в Штипі, де він приєднався до партизанів під час Югославського фронту Другої світової війни. З 1945 р. перебуває у Штипі. Після війни призначений помічником міністра охорони здоров’я НРМ. З 1948 по 1951 рік був директором Центру національного здоров'я в Скоп'є. Він спеціалізувався на бактеріології та до виходу на пенсію в 1968 році працював в Інституті охорони здоров’я. Помер у Скоп'є 8 квітня 1985 року . 